# 哈台族
哈台族，一開始用以表示對台灣或台灣文化感到喜歡或好奇的日本人。這個詞彙的出現是受到台灣漫畫家哈日杏子在1996年所創造的“哈日族”一詞的影響，1997年日本國內也開始使用這個名詞。兩岸開放後，這種族群在中國大陸的人數也不斷上升，不少香港人也因政治和文化因素而成為哈台族。即使是過去與臺灣不睦的韓國，韓國人也有不少哈台族。

## 歷史
暱稱「哈台族＠元祖」的日本人在1997年開始使用“哈台族”一詞，目前被公認為是最早使用此一詞彙的例子。2000年開始，“哈台族”一詞已經廣為人知，在網路上也開始逐漸形成各式各樣的哈台族社群。現在在台灣社會中，此一稱呼已不再限於日本人，而是指所有喜愛台灣的外籍人士。
1980年代到台湾來訪的日本觀光客，以日本男性佔壓倒的多数，主要到臺灣尋找性服務，旅遊以性產業為主。
1990年代，有許多日本人對茶等台灣文化感到興趣（其中大部分是日本女性），因而開始流行前往台灣旅遊。另外受到日本藝人渡邊滿里奈寫的書中所介紹的茶藝文化的影響，也有許多日本女性為追求台灣文化而成了哈台族。
2011年，中華民國政府為發展數位文創產業，行政院也決定訂定「哈台指數」，是「哈台族」一詞之外的另一衍生新名詞。

## 概要
對台灣文化產生興趣的日本人增加，加上台灣男子偶像團體「F4」主演改編自日本少女漫畫的電視劇《流星花園》，在日本也開始有重製作品的現象。
前總統李登輝所著的《台灣的主張》，和日本漫畫家小林善紀的作品《台灣論》，廣泛地介紹了有關台灣的政治主張及見解。由於台灣賦予日本人一種“親日”的形象，因此在1990年代後半，網路上開始出現“台灣擁護論”的主張，即在政治主張上“哈台”的哈台族。
相對於“哈日族”在台灣多用以指稱對日本文化感到興趣的台灣人，“哈台族”在日本除用以指稱對茶、布袋戲、台灣的音樂、戲劇、漫畫、偶像明星等感到興趣的日本人之外，也可用來指稱關心台灣的政治或社會等方面議題的“台灣擁護派”，因此“哈台族”所指涉的意義範圍是相當廣泛的。
根據2006年台灣《自由時報》報導，1990年夏威夷大學東亞所就曾開設閩南語課程，比台灣還早十年。目前美國哈佛、史丹佛、柏克萊、賓州大學等9校也有開課，而其中一半學校聘有專任閩南語教師。日本則有9所學校將閩南語課列入學分計算，包括慶應與筑波大學等。
2006年5月29、30日，台灣歷史學會在台北舉辦的「台灣之再現、詮釋與認同—台灣歷史與文化國際會議」，主標題為「世界都在哈台灣」，是第一個針對「哈台」現象進行探討的國際性學術會議，並且舉辦第一個主題為「哈台」的徵文活動。國際會議中有研究論文指出：1895年世界博覽會曾有過台灣館展示。而從20世紀以來各個博物館有關台灣的展示不斷呈現，包括全世界最大的博物館--美國史密森尼博物館（Smithsonian Institute）也增設部門典藏台灣文物。
目前除經濟與科技產業外，國際間「哈台」文化有幾個發展趨勢：偶像劇（主要外銷日本中國大陸、東南亞）、綜藝節目（中國大陸、東南亞、美加等華人地區）、華語流行歌曲（香港）、觀光（尤以日本、港澳、新馬為最大宗）...
現今，不少熱愛台灣的外籍人士在台灣擁有不小的知名度，例如加拿大音樂家馬修·連恩（Matthew Lien）、 以及曾於JET日本台主持電視節目《瀨上剛in台灣》的日本人瀨上剛及青木由香等。2006年以降，台灣許多綜藝節目邀請外籍旅台人士的頻率越來越頻繁，台灣啤酒公司甚至以熱愛台灣的外籍人士為主角，拍攝電視廣告。隨著引進外籍英語教師等政策的開放，不少電視台也開始以外國如何喜愛台灣文化為主題開設新節目，例如Much TV由藝人小董（董至成）主持的「世界大不同」（現已停播）、緯來綜合台由庾澄慶主持的「哈林老師好」（現已停播），以及八大電視台先後由于美人、胡瓜與曹蘭主持的「WTO姊妹會」等節目。
在出版方面，台灣本地有不少外籍旅台人士出版哈台相關書籍，例如：《我就這樣哈上台灣》、《奇怪ㄋㄟ—一個日本女生眼中的台灣》、《麻煩ㄋㄟˋ—給台灣人的日本人使用說明書》、《台灣你好本子》、《風和日暖--台灣外省人與國家認同的轉變》、《臺灣饅頭美國兵》、《大和貓的台灣留學日記》、《馬力歐帶你瘋台灣》、《台灣黃昏地帶─兩個日本鐵道迷的台灣旅遊筆記》...等書。2011年更出現報導中國大陸沿海城市哈台現象及商機的刊物《天下雜誌：哈台經濟學 特刊》。
在海外，尤其是新、馬等地區，由於播映台灣美食節目及偶像劇、鄉土劇等內容，而造成當地的哈台風潮，以台灣美食為主題的餐廳紛紛興起。例如新加坡在2011年左右Bugis街出現「我愛台妹」鹽酥雞、烏節路ION內「鹿港小鎮」餐廳、Vivo City的「西門町」餐廳，以及吉隆坡連鎖小吃攤「阿里山炸雞排」等。

## 外部連結
- http://blog.yam.com/2006tw（页面存档备份，存于）
- http://ameblo.jp/hataizu/（页面存档备份，存于）